# Max Chop
Friedrich Johann Theodor Maximilian Chop [kʰoːp] (* 17. Mai 1862 in Greußen; † 20. Dezember 1929 in Berlin-Charlottenburg) war ein deutscher Musikschriftsteller.

## Leben
Max Chop wuchs in Sondershausen in einer Thüringer Juristenfamilie auf. Seine Eltern waren der Amtsgerichtsrat Albert Chop (* 15. März 1831, † 7. April 1898) und dessen Frau Minna Bohn. Sein Großvater Friedrich Chop leitete zeitweilig die Regierung in Schwarzburg-Sondershausen.
Bis zu seinem Tod wohnte Max Chop in der Augsburger Straße, im heute zur Fuggerstraße gehörenden Teil. Er wurde auf dem Kaiser-Wilhelm-Gedächtnis-Friedhof (Feld D I, Reihe 15, Grab 12) beigesetzt; die Grabstelle wurde Mitte der 1990er Jahre aufgelassen.

## Wirken
Chop studierte zunächst selbst kurze Zeit Rechtswissenschaften und Finanzwissenschaft in Jena und Leipzig. Bereits in dieser Zeit trat er als Kritiker und Publizist an die Öffentlichkeit. Der Klaviervirtuose Franz Liszt überzeugte ihn 1885 zum Studium der Musik. Aus dieser Zeit bekannt sind „zwei Orchestersuiten, drei Klavierkonzerte, ein Klaviertrio, das Orchesterwerk Die Seejungfrau, Klavierstücke und Lieder“.
Als Herausgeber verantwortete er ab 1888 die Märkische Zeitung in Neuruppin, die er bis 1902 leitete, danach in Berlin von 1903 bis 1906 die Deutsche Armee-Musiker-Zeitung und ab 1906 die Deutsche Musikdirigenten-Zeitung. Im Jahr 1920 übernahm Chop die Verlagsleitung der Signale für die musikalische Welt, die seine Frau nach seinem Tod noch bis zur Einstellung 1941 herausgab.
Chop veröffentlichte zahlreiche Fachartikel, Kritiken und Biografien, auch unter seinem Pseudonym M. Charles oder Monsieur Charles. Seit 1910 verfasste er die Programmbücher der Sinfoniekonzerte der Staatsopernkapelle. Nennenswert sind die 36 Bände „Erläuterungen zu Meisterwerken der Tonkunst“, die in der Universal-Bibliothek erschienen sind, und das zweibändige Werk „Zeitgenössische Tondichter“, „Vademecum für Wagnerfreunde“, „Führer durch die Musikgeschichte“ und „Führer durch die Opernmusik“. Biografien veröffentlichte er über August Bungert, Frederick Delius, Emil Nikolaus von Reznicek, Wilhelm Rinkens und Giuseppe Verdi. Er ist Widmungsträger des 2. Klavierkonzertes op. 115 von Hugo Kaun.
Im Wintersemester 1914/15 gab er eine erfolgreiche Vortragsreihe am Königlichen Konservatorium für Musik in Sondershausen und wurde anschließend von Seiner Hoheit, dem Fürsten von Schwarzburg Günther Victor, zum Professor ernannt.

## Familie
Am 18. Oktober 1888 heiratete er Louise Hulda Selma Kubies, aus der Ehe gingen die Söhne Herbert und Walter Chop hervor. Seine Frau verstarb jedoch früh und am 30. August 1900 ging er mit der Pianistin Celeste Groenevelt eine zweite Ehe ein. Ein gemeinsames Kind verstarb 1904 bereits kurz nach der Geburt.

## Bibliografie
- Für einen 1911 gebildeten „Bungert-Bund“ zur Verbreitung der Werke August Bungerts eine Monatsschrift „Der Bund“[6]
- weitere ´Veröffentlichungen unter Thüringer Literaturrat